# Gonocarpus cordiger
Gonocarpus cordiger är en slingeväxtart som först beskrevs av Edward Fenzl, och fick sitt nu gällande namn av Stephan Ladislaus Endlicher och Christian Gottfried Daniel Nees von Esenbeck. Gonocarpus cordiger ingår i släktet Gonocarpus och familjen slingeväxter. Inga underarter finns listade i Catalogue of Life.